# Москвитин, Анатолий Иванович
Анатолий Иванович Москвитин (1902—1980) — советский учёный в области электрических машин. Доктор технических наук. заслуженный деятель науки и техники РСФСР.

## Биография
Родился в январе 1902 года в семье сельского учителя. Окончил МВТУ (1928).
С 1927 г. научный сотрудник Всесоюзного электротехнического института им. В. И. Ленина. По совокупности научных работ присуждена (без защиты диссертации) степень кандидата технических наук.
15 декабря 1944 года получил авторское свидетельство на изобретение под названием «Тихоходный электродвигатель», которое по существу является разновидностью волновой передачи с электромагнитным генератором волн и стало прообразом зубчатой передачи.
С 1944 г. работал в Энергетическом институте им. Г. М. Кржижановского. В 1947 г. защитил докторскую диссертацию, в следующем году утверждён в звании профессора.
С 1950 г. заведующий лабораторией электромеханики имени академика Шенфера (позже называлась лаборатория промышленной электроэнергетики) Энергетического института им. Г. М. Кржижановского.
Автор монографий «Электрические машины возвратно-поступательного движения», изданной в СССР и за рубежом, «Вращающиеся преобразователи», «Непосредственное охлаждение электрических машин».
Автор 34 изобретений. Подготовил 16 кандидатов и 8 докторов технических наук.
Умер 21 ноября 1980 года.

## Награды, поощрения
Заслуженный деятель науки и техники РСФСР (1973). Награждён орденом Трудового Красного Знамени и медалями.

## Сочинения
- Вращающиеся преобразователи [Текст] : Допущено ГУУЗ НКТП в качестве учеб. пособия для энергетич. втузов / А. И. Москвитин. — Москва ; Ленинград : Онти. Глав. ред. энергетич. лит-ры, 1935 ([М.] : 8 тип. «Мособлполиграфа»). — Обл., 144 с. : ил.; 23х15 см.
- Непосредственное охлаждение электрических машин [Текст] / Акад. наук СССР. Энергет. ин-т. — Москва : Изд-во Акад. наук СССР, 1962. — 224 с., 1 л. черт. : ил.; 26 см.
- Электрические машины возвратно-поступательного движения [Текст] : Электр. молотки, вибраторы, быстроходный электромагнитный привод / А. И. Москвитин ; Акад. наук СССР. Энергет. ин-т им. Г. М. Кржижановского. — Москва ; Ленинград : Изд-во и 2-я тип. Изд-ва Акад. наук СССР, 1950 (Москва). — 144 с. : ил.; 22 см.
- Бесщеточное возбуждение синхронных машин [Текст] : [Обзор] / А. И. Москвитин, Г. А. Ковальков, Ш. И. Лутидзе ; Гос. ком. по электротехнике при Госплане СССР. — Москва : ВНИИЭМ. Отд-ние науч.-техн. информации, стандартизации и нормализации в электротехнике, 1964. — 103 с. : ил.; 22 см.
- Введение в курс общей электротехники [Текст] : Для студентов всех специальностей : (Курсы III и IV) / Сост. проф. д-р техн. наук А. И. Москвитин ; М-во высш. образования СССР. Всесоюз. заоч. инж.-строит. ин-т. Кафедра электротехники и электрооборудования. — Москва : [б. и.], 1956. — 11 с.; 22 см.
- Режимы и устойчивость электромашинно-вентильных систем [Текст] / Отв. ред. засл. деят. науки и техники РСФСР, д-р техн. наук, проф. А. И. Москвитин. — Москва : [б. и.], 1974 вып. дан. 1975. — 201 с. : ил.; 21 см. — (Сборник трудов/ М-во энергетики и электрификации СССР. Главниипроект. Энерг. ин-т им. Г. М. Кржижановского; Вып. 21).